# Bouchra Khalili
Bouchra Khalili (Casablanca, 1975) es una artista visual franco-marroquí.  

## Trayectoria
Nació en Casablanca en 1975. Creció entre Marruecos y Francia. Estudió Cine en la Universidad Sorbona Nueva-París 3 y artes visuales en la École nationale supérieure d'arts de Paris-Cergy.
En su trabajo, ha explorado diferentes disciplinas artísticas, como el vídeo, la fotografía, el dibujo y la instalación para abordar cuestiones relacionadas con la ciudadanía, la comunidad, la agenda política, la exploración de las luchas anticoloniales y el poscolonialismo desde un planteamiento crítico y ético. Para ello, también ha empleado el cine documental.
En 2015, el MoMA de Nueva York se convirtió en el único museo del mundo en ser propietario de una serie completa de su obra The Mapping Journey, al comprar los 8 vídeos que la componen.

## Exposiciones
El trabajo de Khalili se ha exhibido internacionalmente, como en la exposición individual "The Mapping Journey Project" en el MoMA, Nueva York (2016); "Foreign Office", exposición individual en el Palais de Tokyo, París (2015); "Garden Conversation", exposición individual en el MACBA, Barcelona (2015); "Here & Elsewhere", New Museum, Nueva York (2014);  "The Opposite of the Voice-Over", exposición individual en Justina M. Barnicke Gallery, Toronto (2013); "El Palacio Enciclopédico", 55 Bienal de Venecia (2013); "Living Labour", muestra individual en el PAMM, Miami (2013); "La Triennale", Palais de Tokyo, París (2012); 18 Bienal de Sídney (2012); 10.ª Bienal de Sharjah (2011); y Documenta 14 (2017) entre otros.

## Reconocimientos
En 2005 ganó el Premio Documental Louis Lumière concedido por el Film Office del Ministerio de Asuntos Exteriores francés. En 2008, le concedieron la Beca Image-Mouvement del Centro Nacional de las Artes de Francia. Al año siguiente recibió el Videobrasil Residency Award y en 2010 el Villa Médicis Hors-les Murs.
Entre 2011 y 2013, Khalili fue fellow del Vera List Center for Art and Politics. En 2012 recibió el premio DAAD Artists-in-Berlin Program. También fue galardonada con el "Abraaj Group Art Prize", (2014)" y el "Sam Art Prize 2013-2015", Sam Art Projects, París;
Recibió la "Beca del Instituto Radcliffe", Instituto Radcliffe de Estudios Avanzados, Universidad de Harvard (2017-2018); En 2018 fue una de las finalistas del Premio Hugo Boss del Guggenheim, cuya ganadora fue la artista estadounidense Simone Leigh. Ese mismo año también fue nominada al Premio Artes Mundi.

## Obra
- 2018: veintidós horas. Instalación de vídeo. Un canal solo
- 2017: La Sociedad Tempestad. Instalación de vídeo. Canal único[11]
- 2015: Cancillería . Un proyecto de técnica mixta compuesto por una película digital, una serie de fotografías y una serigrafía.
- 2014: Conversación sobre el jardín. Película digital. 18 minutos
- 2012-2013: Serie Los Discursos . 3 películas digitales
- 2012: El marinero . película digital
- 2012: Serie Los pies mojados . serie de fotografías
- 2011: Serie Las Constelaciones . Serie de 8 serigrafías
- 2008-2011: El proyecto Mapping Journey . Instalación de vídeo. 8 canales individuales

## Publicaciones
- 2015: Bouchra KHALILI - Ministerio de Relaciones Exteriores. Libro Monográfico. Colección de proyectos de arte Sam, 12[22]
- 2014: Aquí y en otros lugares. Editado por Massimiliano Gioni, Gary Carrion-Murayari y Natalie Bell, con Negar Azimi y Kaelen Wilson-Goldie. Nuevo Museo, Nueva York[23]
- 2014: Libertad, Edición KunstPalais, Erlangen, Alemania[24]
- 2013: The Encyclopedic Palace: Guide Book, 55a Bienal de Venecia. Fundación Bienal de Venecia
- 2013: El Palacio Enciclopédico: Catálogo, 55ª Bienal de Venecia. Fundación Bienal de Venecia
- 2013: 5ª Bienal de Moscú, Catherine de Zegher, Fundación Bienal de Moscú
- 2013: Mirages d'Orient, Grenades et Figues de Barbarie, Ed. Actes Sud Beaux-Arts[25]
- 2012: Proximidad Intensa, la guía. Centro nacional de artes plásticas – Artlys[26]
- 2012: Proximidad intensa, la antología. Centro nacional de artes plásticas – Artlys[27]
- 2011: Mutaciones, perspectivas sobre la fotografía. Steidl/Fotografía de París, 2011[28]
- 2011: Trama para una Bienal. Fundación de Arte de Sharjah[29]
- 2010: Bouchra Khalili - Mapeo de historias. Libro Monográfico. Le Bureau des Compétences et Désirs/Presses du Réel[30]